# Confine tra Namibia e Sudafrica
Il confine tra la Namibia e il Sudafrica ha una lunghezza di 1005 km e va dall'Oceano Atlantico, a ovest, fino al triplice confine con il Botswana a est.

## Descrizione
Il tracciato inizia nell'Oceano Atlantico dalla foce del fiume Orange e prosegue lungo il suo corso fino a raggiungere il 20º meridiano. Da lì in poi corre in lungo il meridiano fino a congiungersi al fiume Nossob, al triplice confine con il Botswana.
Il confine separa la regione di ǁKaras della Namibia dalla provincia sudafricana del Capo Settentrionale.

## Storia
L'insediamento europeo nel Sudafrica iniziò con la compagnia delle Indie orientali olandesi nel 1652 e fu rilevato dalla Gran Bretagna all'inizio del XIX secolo. Nel 1847 i confini della Colonia del Capo furono ampliati fino al fiume Orange. Nel 1878 Walvis Bay, l'unico porto naturale sulla costa di quella che oggi è la Namibia, fu annesso come un'exclave della Colonia del Capo. L'insediamento tedesco in Namibia, nel frattempo, iniziò nel 1883 con la fondazione di Lüderitz. La colonia dell'Africa sud-occidentale tedesca è stata formalmente istituita nel 1884.
Il trattato di Helgoland-Zanzibar del 1º luglio 1890 ha delimitato i confini tra le sfere di influenza tedesca e britannica in Africa, dalla costa atlantica nell'entroterra alla confluenza del Linyanti e dello Zambesi. L'accordo stabilì una linea tra la colonia del Capo di Buona Speranza e l'Africa sud-occidentale, che rappresenta l'attuale confine tra Namibia e Sudafrica, dalla foce dell'Orange all'intersezione del 20º meridiano e del Nossob. Nella delimitazione dei confini venne inclusa l'area di Walvis Bay, un'exclave sudafricana all'interno territorio namibiano.
Durante la prima guerra mondiale l'Africa sudoccidentale tedesca fu conquistata dalle forze sudafricane e dopo la guerra al Sudafrica fu assegnato un mandato della Società delle Nazioni per amministrare il territorio. Il confine tra il Sudafrica e il territorio dell'Africa sudoccidentale rimase lo stesso dell'ex confine coloniale, e quando la Namibia alla fine raggiunse l'indipendenza nel 1990 divenne di nuovo un confine internazionale. L'exclave sudafricana a Walvis Bay è stata trasferita in Namibia nel 1994.

## Dispute territoriali
Il Sudafrica afferma, sulla base del trattato del 1890, che il confine corre lungo la riva nord del fiume Orange. La Namibia afferma che il confine segue il corso del fiume. La Costituzione della Namibia rivendica esplicitamente il territorio fino al centro del fiume, mentre il Riconoscimento dell'Indipendenza della Namibia Act del Sudafrica nega qualsiasi riconoscimento di questa affermazione. I rispettivi governi non hanno firmato né ratificato il testo dell'accordo generale del Surveyor del 1994 che pone il confine al centro del fiume Orange.

## Valichi di frontiera

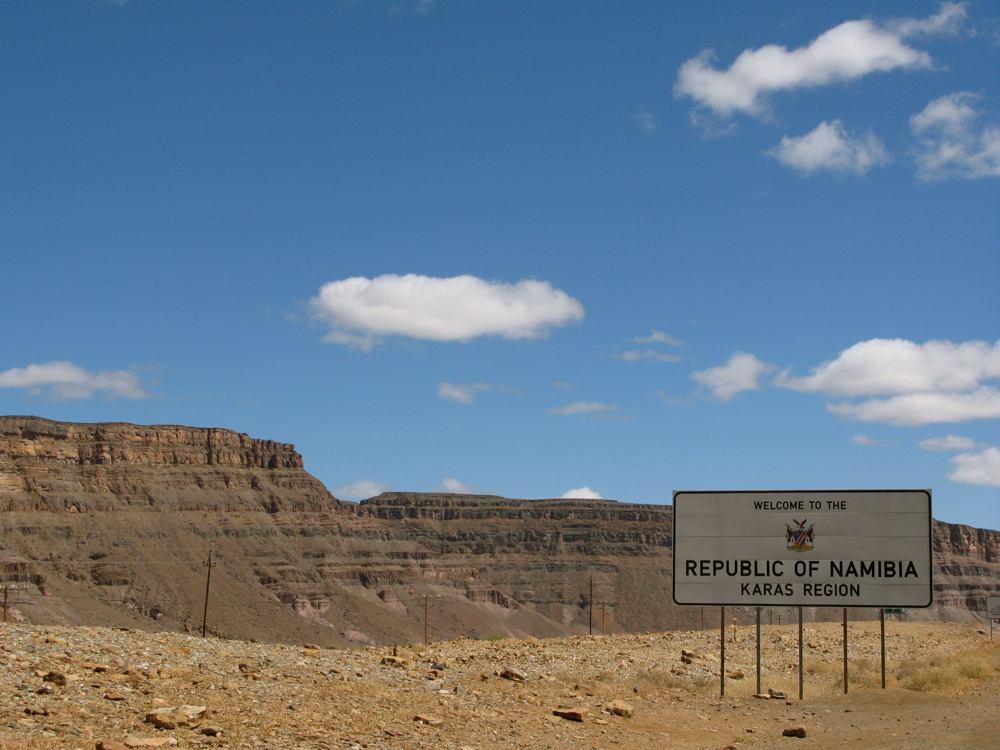
Il lato namibiano del confine a Noordoewer

Esistono sette valichi di frontiera ufficiali, di cui due situati in parchi transfrontalieri e dedicati ai visitatori del parco. Gli incroci principali sono a Noordoewer/Vioolsdrif per il traffico dalla Namibia a Città del Capo, e ad Ariamsvle/Nakop per il traffico dalla Namibia a Gauteng e il Sud Africa orientale.

## Ecosistema
Il Parco transfrontaliero ǀAi-ǀAis/Richtersveld comprende il parco nazionale Richtersveld del Sudafrica e il parco Ai–Ais Hot Springs Game Park della Namibia.